# Chambard
Pour les articles homonymes, voir Claude Chambard et Jean-Luc Chambard.
Chambard est une émission de télévision belge destinée à la jeunesse et diffusée dans les années 1990 sur la chaine de télévision belge RTL-TVI. L’émission a été diffusée pour la première fois le 13 septembre 1993 et était présentée par Varvara. L’émission était divisée en deux parties, respectivement le dimanche matin et le dimanche après-midi. L’émission remplaçait le dimanche matin  Dimanche en fête, présentée par Sabine Mathus, et a elle-même été remplacée par Pirates, aussi présentée par Varvara,.

## Concept
L’émission du matin durait environ quatre heures et demie (de 7h à 11h30) et était entrecoupée par plusieurs séries télévisées et dessins animés, notamment ceux issus des Studios Disney.

## Dessins animés diffusés au cours de l’émission

### Séries desStudios Disney
- Tic et Tac, les rangers du risque
- Myster Mask
- La Bande à Picsou
- Looping
- Les Nouvelles Aventures de Winnie l'ourson
- Les Gummi
- Bonkers
- La Bande à Dingo
- Marsupilami
- Aladdin

### Séries télévisées et dessins animés
- Babar
- Les Entrechats
- Pif et Hercule
- Lassie
- SOS Polluards
- Denis la Malice
- Super Mario Bros.
- Dinosaures
- Pinocchio
- Les Aventures de Tintin
- Quick et Flupke
- Peter Pan
- SOS Fantômes
- Alf